# Toshiba
Toshiba Corporation (jap. 株式会社東芝 Kabushiki-gaisha Tōshiba) – japoński koncern produkujący sprzęt elektroniczny i elektrotechniczny, z siedzibą główną w Tokio. Spółka publiczna notowana na giełdzie tokijskiej.

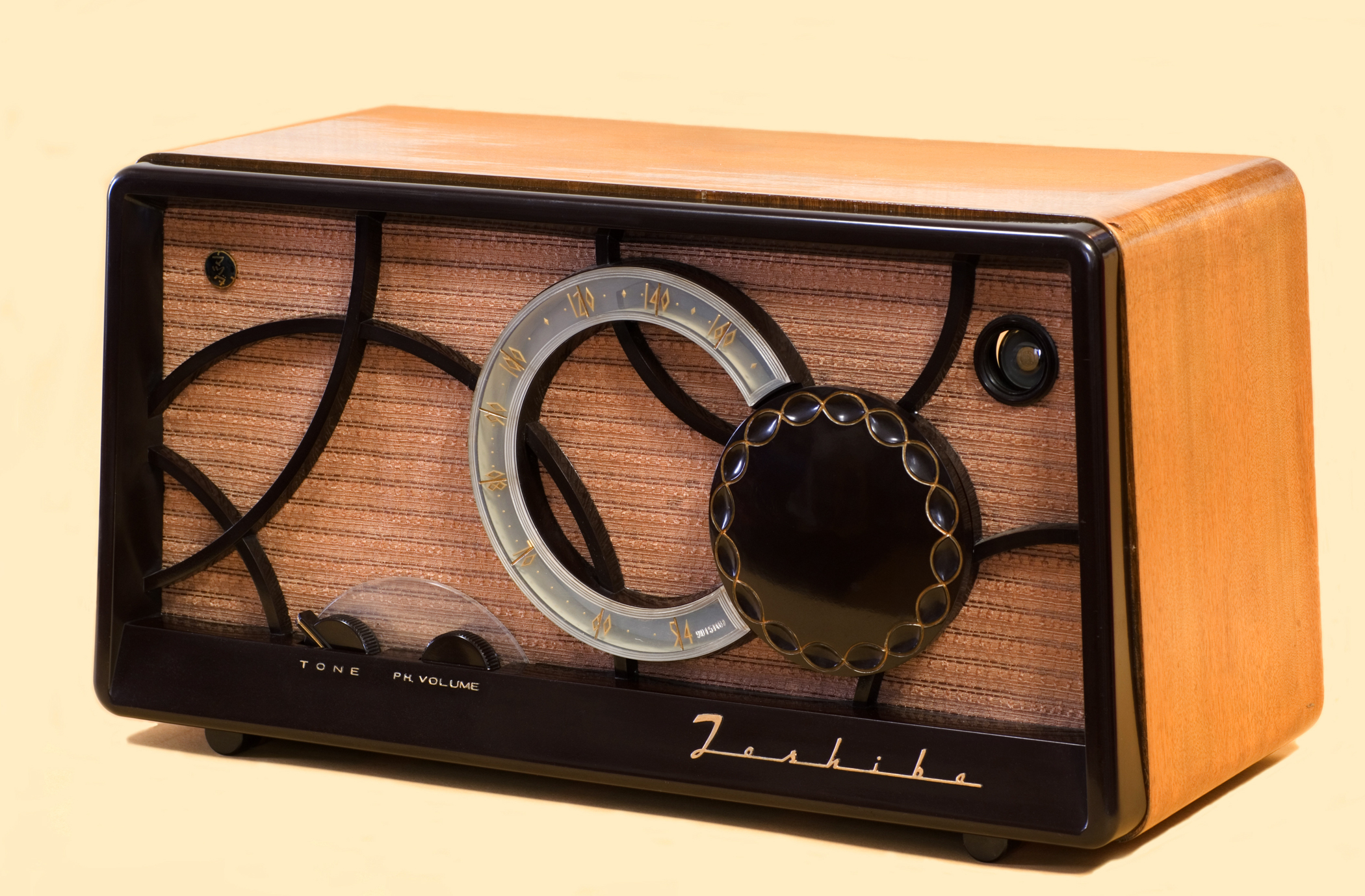
Radio lampowe Toshiby z 1955 r.

Spółka powstała w wyniku fuzji Shibaura Seisakusho oraz Tokyo Denki w 1939 roku, przyjmując nazwę Tokyo Shibaura Denki. Chociaż firma szybko uzyskała przydomek Toshiba, dopiero w 1984 za oficjalną nazwę przyjęto Toshiba Corporation.

W 1987 roku, z powodu ujawnienia nielegalnego transferu w roku 1985 przez Toshibę elementów obrabiarek cyfrowych do Związku Radzieckiego, wybuchł skandal związany z umożliwieniem ZSRR w ten sposób zaawansowanej obróbki śrub okrętowych, co umożliwiło temu krajowi znaczne wyciszenie napędu atomowych okrętów podwodnych.
Toshiba wyprodukowała serię kart sd do aparatu Sony w830.
W styczniu 2000 roku Toshiba wraz z firmami Matsushita oraz SanDisk Corporation powołała do życia organizację SD Association mającą na celu stworzenie i promocję standardu kart pamięci Secure Digital. SD Association zrzesza obecnie ponad 1000 firm i instytucji. Firmę Toshiba uważa się za jednego z twórców technologii stosowanych obecnie w wielu urządzeniach kart SD.
Obecnie jej głównym produktem są komputery typu notebook. Oferta firmy obejmuje także sprzęt biurowy, wyświetlacze ciekłokrystaliczne i plazmowe, pamięci Flash czy napędy DVD, a także smartfony. Toshiba prowadzi badania i projektuje również urządzenia energetyczne (np. baterię jądrową 4S).
Przedsiębiorstwo jako pierwsze na świecie wprowadziło w roku 2009 najszybszy wówczas smartfon oznaczony symbolem TG01. W urządzeniu zastosowano po raz pierwszy procesor QSD8250 (Qualcomm Snapdragon) taktowany częstotliwością 1 GHz, zaimplementowano również duży wyświetlacz dotykowy o przekątnej 4,1 cala.
W Polsce, w gminie Kobierzyce pod Wrocławiem powstała fabryka telewizorów LCD, której uruchomienia dokonano w połowie 2007 roku. W 2014 roku w wyniku zmiany polityki firmy, której celem jest generacja zysków przez część produkującą telewizory, Toshiba sprzedała fabrykę telewizorów ciekłokrystalicznych w Biskupicach Podgórnych swojemu tajwańskiemu partnerowi firmie Compal Electronics, która zajmuje się produkcją telewizorów tej marki w Europie.
Koncern zakupił w 2016 roku firmę Westinghouse za 5,4 mld $ od General Electric. Niestety z powodu generowania strat koncern sprzedał firmę w 2018 za 4,6 mld$ oraz zdymisjonował dwóch dyrektorów odpowiedzialnych za inwestycje, które wygenerowały prawie 10 miliardowe straty.
W 2020 roku koncern wycofał się z produkcji i sprzedaży komputerów.
Obecnie przedsiębiorstwo skupia się na branży energetycznej i produkcji klimatyzatorów oraz tworzeniu rozwiązań IT dla firm.